# Miromando
La miromando est un fromage fort, originaire de l'Ardèche, élaboré dans les montagnes du Vivarais.

## Historique et origine
C'est une vieille préparation fromagère des monts du Vivarais et des Boutières, dans l'Ardèche. C'est ce que confirme Michel Carlat qui a donné une recette recueillie par Paul Besson, qui fouilla au début du XXe siècle, avec Paul Camus, la ferme de Bourlatier sur la commune de Saint-Andéol-de-Fourchades et qui est intitulée recette de la miromando de la Montagne.

## Terroir

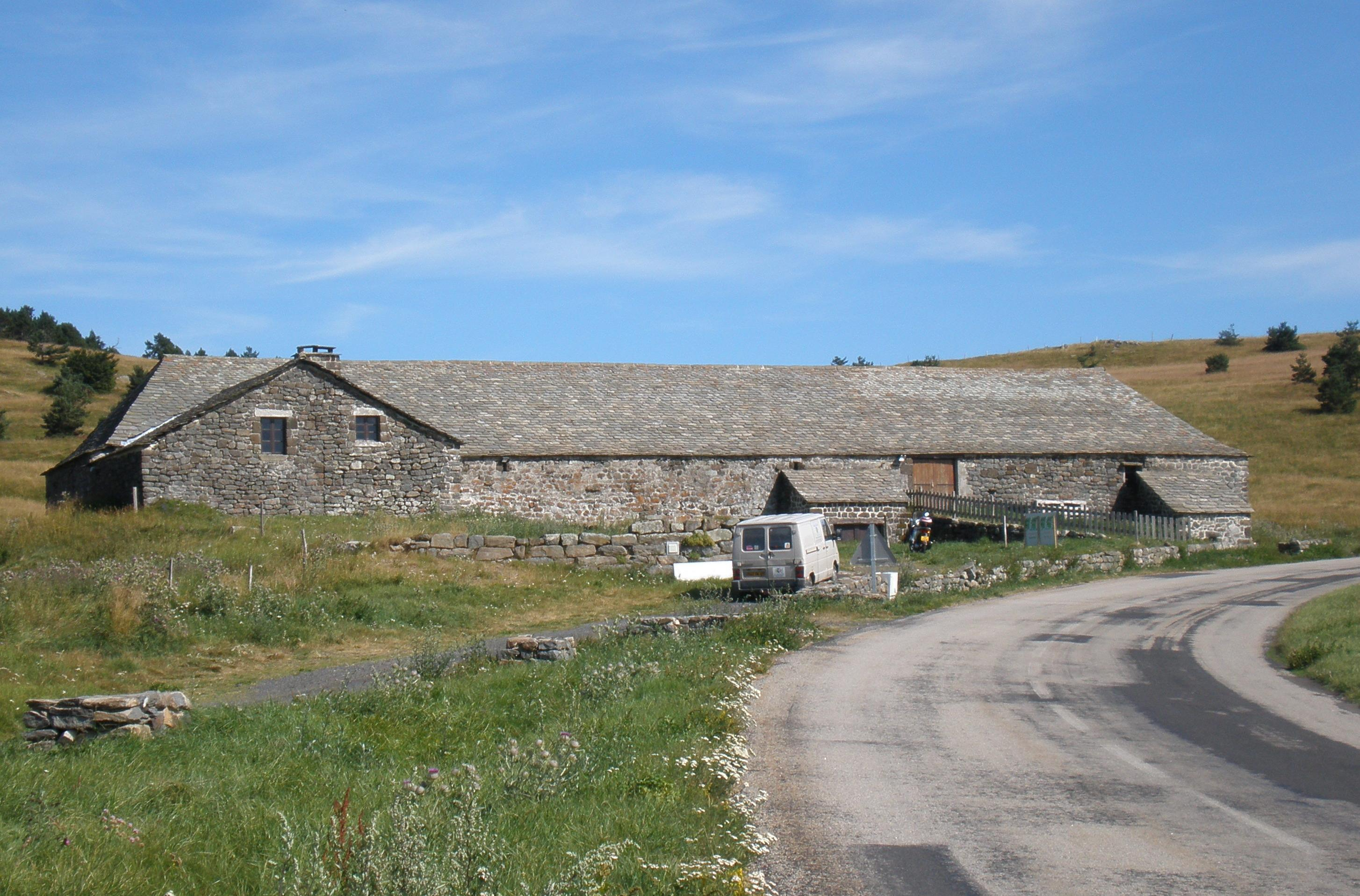
L'ancienne ferme de Bourlatier, un des hauts lieux de la fabrication de la miromando.

Le terroir d'origine de la miromando est constitué d'un sol basaltique aux Boutières où le paysage a été façonné par des terrasses appelées faysses, échamps, chambas ou relais. La forêt, qui commence vers 800 mètres, laisse ensuite la place aux pentes herbagères. L'ouest de ces alpages jouxte les monts du Vivarais (La Montagne), composés de hauts plateaux granitiques et schisteux, parsemés de cônes de laves figés, les sucs. La Montagne forme la bordure orientale du Massif central et culmine à 1 754 mètres au mont Mézenc. Ces deux sites sont une zone d'élevage qui fournit aux troupeaux foin et herbages. La production de fromages et les préparations fromagères vont du picodon, au foudjou et à la miromando, en passant par le sarasson, à base de babeurre.

## Ingrédients et élaboration

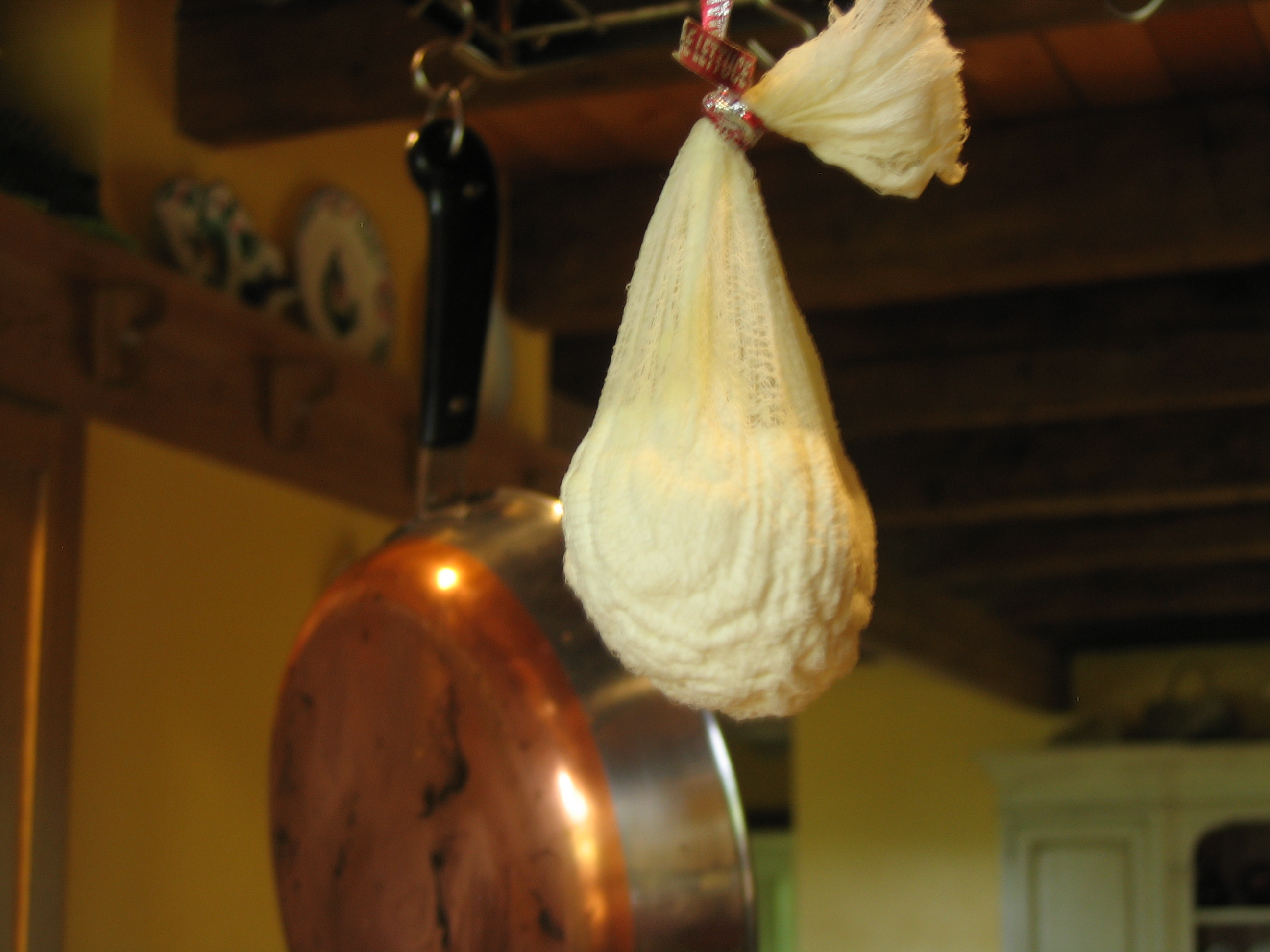
Égouttage du caillé.

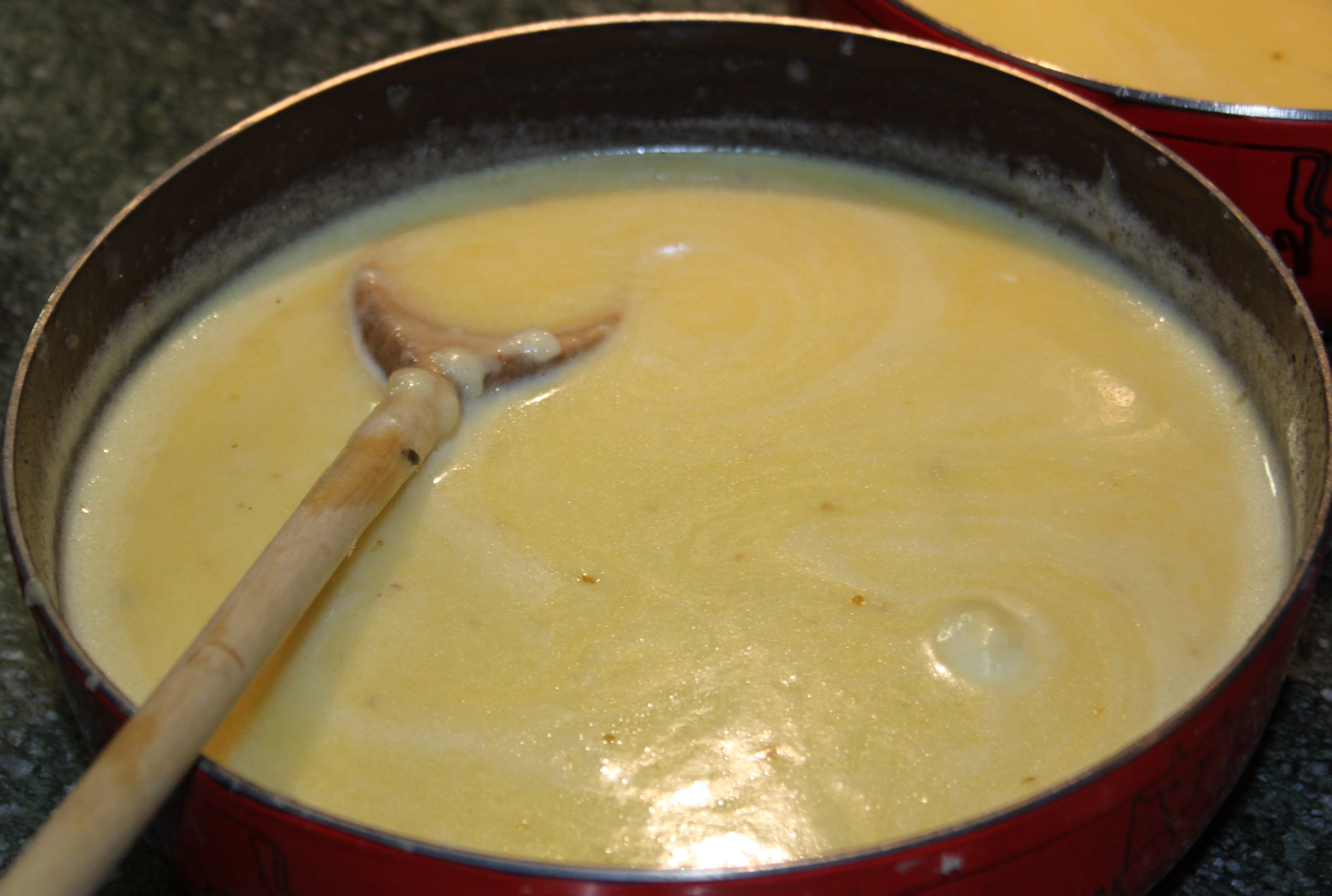
Mélange de l'eau, de la moutarde, du beurre et de l'eau-de-vie.

La recette de la miromando recueillie par Paul Besson est la suivante : « Avec lo burado (le petit lait) on obtient, en le chauffant et en le laissa égoutter dans un sac, une sorte de fromage aigrelet que l'on met en boulettes sur une planche et qu'on fait sécher jusqu'à ce qu'il soit dur comme une pierre et qu'il commence à bleuir. Alors, on le coupe en petits morceaux, on l'écrase dans un vase de terre avec poivre, moutarde, quelquefois on l'arrose avec une eau bien bouillie et on rajoute de l'eau-de-vie de marc. ».
Au cours du temps, cette préparation fromagère a peu varié. Jean Froc, dans son livre Balade au pays des fromages: Les traditions fromagères en France, paru en 2006, donne une recette quasiment identique. Celle-ci nécessite du lait écrémé chauffé puis égoutté en sac de toile afin d'obtenir un caillé aigre. Celui-ci sert alors à confectionner des boulettes qui vont être mises à sécher. Dès qu'elles sont durcies et fleuries bleu, elles sont broyées et mises dans un pot de terre avec du poivre et du sel, de l'eau-de-vie et parfois de l'eau, du beurre et de la moutarde.
Quant à Frédéric Zégierman, journaliste gastronomique, il indique sur son site que ce fromage est fait de petit-lait, chauffé, égoutté dans un sac en toile, donnant un caillé qui sera moulé en boulettes, lesquelles, mises à sécher, seront écrasées, mises en biche (récipient en terre cuite) avec sel, poivre, eau-de-vie, parfois du beurre et de la moutarde.